# Anton Krettner
Anton Krettner (München, 2 maart 1849 – Bad Tölz, 27 november 1899) was een Duitse componist, citherspeler, dirigent, zanger.

## Levensloop
Krettner studeerde in zijn geboorteplaats rechtsgeleerdheid. Tijdens zijn studie groeide ook zijn muzikaal talent en in deze periode schreef hij de Vetterschaftsmarsch. In 1872 leerde hij tijdens een bezoek aan Bad Tölz de weduwe Babette Lettinger kennen, die een bekend restaurant had en eigenaar van een bierbrouwerijbedrijf "Bruckbräu" in Bad Tölz was. Een jaar later stopte hij - zonder diploma - met zijn studie en verhuisde naar Bad Tölz, om met Babette Lettinger te trouwen.
Hij was medeoprichter van verschillende inrichtingen en verenigingen in Bad Tölz, zoals het maandblad "Echo vom Gebirge", de zangvereniging Tölzer Liedertafel, de orkestvereniging en een sectie van de Alpenverein. Een bepaalde tijd was hij ook burgemeester van deze stad.
Daarnaast was hij ook componist. Voor een carnavalsevenement van de "Königlich-bayerische Feuerschützengesellschaft" schreef hij de bekendste compositie de Tölzer Schützenmarsch. In de stadpark van Bad Tölz staat een borstbeeld van de componist.

## Composities

### Werken voor harmonieorkest
- 1883 Tölzer Schützenmarsch op. 8
- 1884 Alpenvereinsmarsch "Auf nach den Bergen" - gecomponeerd ter gelegenheid van een ledenbijeenkomst van de Duits-Oostenrijkse Alpenvereniging in Konstanz op 29 september 1884

### Vocale muziek

#### Werken voor koor
- 1883 Tölzer Schützenmarsch, voor mannenkoor en orkest (of piano), op. 8
- Nun braust ein frischer Morgenwind, voor mannenkoor, op. 21
- Soldaten-Morgenlied, voor unisonokoor en koperensemble (of piano) - tekst: Max von Schenkendorf
- Vetterschaftsmarsch, voor mannenkoor en piano, op. 1

#### Liederen
- 1889 Auf der Zwieselalm, Mazurka-Idylle voor vier mannenstemmen en piano, op. 22
- 5 Lieder, voor bariton en piano, op. 6 - tekst: J. N. Vogl "Der Fechtbruder"
- Behüt dich Gott, es wär zu schön gewesen - Lied aus Scheffel's "Trompeter von Säckingen", voor zangstem en piano, op. 4

### Werken voor piano
- Jugenderinnerung, polka-mazurka, op. 11

### Werken voorcither
- Am Achensee, Ländler voor 2 cithers
- Mit frohem Spiel